# قانون تعويضات التعرض للإشعاع (الولايات المتحدة)
قانون تعويضات التَّعَرُّض للإشعاع (بالإنجليزية: Radiation Exposure Compensation Act)، ويقال له اختصارًا ريكا (بالإنجليزية: RECA) هو قانون فيديرالي أمريكي طُبِّق عام 1990م، وتنتهي صلاحيته في يوليو سنة 2024م، ويَنُصّ على تقديم تعويضات مالية للمواطنين الأمريكيين الذين أصيبوا بالسرطان أو أمراض أخرى مُحَدَّدَة نتيجة لِتَعَرُّضِهِم لإشعاعات ناتجة من الاختبارات النووية الجَوِّيَّة التي قامت بها الولايات المتحدة خلال الحرب الباردة، أو بسبب تعرضهم لغاز الرادون أو غيره من النظائر المُشِعَّة بسبب العمل في تعدين اليورانيوم أو طَحْنه أو في نقل المواد الخام المستعملة في تطوير الطاقة النووية.
ويقدم القانون التعويضات نفسها التي لم تتغير منذ عام 1990م على الرغم من التضخم، وهي:
- 50،000 دولار أمريكي للأفراد المُقِيمِين أو العاملين في منطقة "مَهَبّ الريح" الخاصة بموقع اختبارات نيفادا.
- 70،000 دولار أمريكي للعاملين المشاركين في الاختبارات النووية الجوية.
- 100،000 دولار أمريكي للعاملين في تعدين اليورانيوم وطَحْنه وفي نقل المواد الخام المستعملة في تطوير الطاقة النووية.

وفي جميع تلك الحالات، فهناك متطلبات إضافية يجب توافرها للحصول على التعويضات، مثل وجود إثباتات تؤكد التعرض للإشعاع ومدة العمل والإصابة بالأمراض التي يشملها القانون وغير ذلك.
كان سينتهي القانون سنة 2022م، ولكن الرئيس الأمريكي وقتها جو بايدن مَدَّد الموعد النهائي لتقديم طلبات الانتفاع من القانون عامَيْن إضافيين.

## روابط خارجية
- الصفحة الرئيسة للموقع الإلكتروني الخاص بقانون تعويضات التعرض للإشعاع